# Wolfgang H. Arnold
Wolfgang H. Arnold (* 30. September 1951 in Kamenz) ist ein deutscher Mediziner. Er ist Professor an der Universität Witten/Herdecke; er forscht an der funktionellen Morphologie oraler Gewebe und deren Beeinflussung durch den Speichel.

## Leben
Arnold studierte von 1973 bis 1979 Humanmedizin an der Friedrich-Alexander-Universität Erlangen-Nürnberg. Nach seiner Promotion 1979 war er bis 1985 wissenschaftlicher Mitarbeiter am Anatomischen Institut der Universität Erlangen-Nürnberg bei J. W. Rohen. 1984 habilitierte er sich zum Thema „Zur funktionellen Bedeutung des Kallikrein-Kinin Systems in den Speicheldrüsen“. 1985 erfolgte die Berufung zum Universitätsprofessor für Anatomie und Leiter der Abteilung für Histochemie an der Universität Witten/Herdecke. In der Zeit von 1988 bis 1997 war Arnold Prodekan der Fakultät für Zahn-, Mund- und Kieferheilkunde, 1991 übernahm er den dortigen Lehrstuhl Anatomie II und 2007/2008 war er Dekan der Fakultät. Aktuell ist Arnold Lehrstuhlinhaber für biologische und materialkundliche Grundlagen der Zahnmedizin am Department für Zahn-, Mund- und Kieferheilkunde der Fakultät für Gesundheit an der Universität Witten/Herdecke. Zudem ist er Geschäftsführer der FÖRDERGEMEINSCHAFT ZAHNMEDIZIN E.V.
Arnold tätigte mehrere Auslandsaufenthalte: Er war Gastprofessor am Department of Oral Biology an der University of Alberta in Edmonton, Kanada (1994) und an der K.V. Karazin National University in Charkiw, Ukraine (2004). Zwischen 1999 und 2002 war er Adjunct professor for Anatomy/Histology an der University of Pennsylvania in Philadelphia, USA.

## Wissenschaftlicher Beitrag
Der Schwerpunkt der wissenschaftlichen Arbeiten von Arnold liegt auf der funktionellen Morphologie oraler Gewebe und deren Beeinflussung durch den Speichel. Schon in seiner Habilitationsschrift hat er sich mit Speichelproteinen beschäftigt. Nach seiner Berufung an die Universität Witten/Herdecke widmete er sich insbesondere den mineralisierten Geweben in der Mundhöhle und beschäftigte sich mit den De- und Remineralisationsvorgängen des Zahnschmelzes vor allem unter dem Einfluss von Fluoriden. In jüngster Zeit forscht Arnold über die Löslichkeit unterschiedlicher Fluoridformulierungen im Speichel und deren Verteilung in der Mundhöhle. Während eines Forschungsaufenthalts im Jahre 1994 in Edmonton/Kanada bei G. H. Sperber erlernte er die Methodik der computergestützten 3D-Rekonstruktion von histologischen Serienschnitten, die bis heute an seinem Lehrstuhl für unterschiedliche morphologische Fragestellungen eingesetzt wird. Daneben sind auch etliche Publikationen über die Eigenschaften dentaler Werkstoffe und die Effektivität von Mundhygieneartikeln erschienen. Arnold besitzt eine große methodische Expertise, die sich in seinen Publikationen spiegelt.

## Mitgliedschaften in wissenschaftlichen Vereinigungen
Arnold war Vice President (2007/2008) sowie Präsident (2008–2010) der Craniofacial Group der International Association for Dental Research (2007/2008). Aktuell ist er Mitglied des Editorial Boards bei Scientific Reports, Central European Journal of Medicine und The Open Dentistry Journal.

## Auszeichnungen
1985 wurde Arnold und Koautoren für die beste Publikation in der Deutschen Zahnärztlichen Zeitschrift 1984 mit dem Jahresbestpreis der Deutschen Gesellschaft für Zahn-, Mund- und Kieferheilkunde ausgezeichnet.

## Publikationen
- Publikationsliste Wolfgang Arnold, Research Gate